# Tatev Abrahamjan

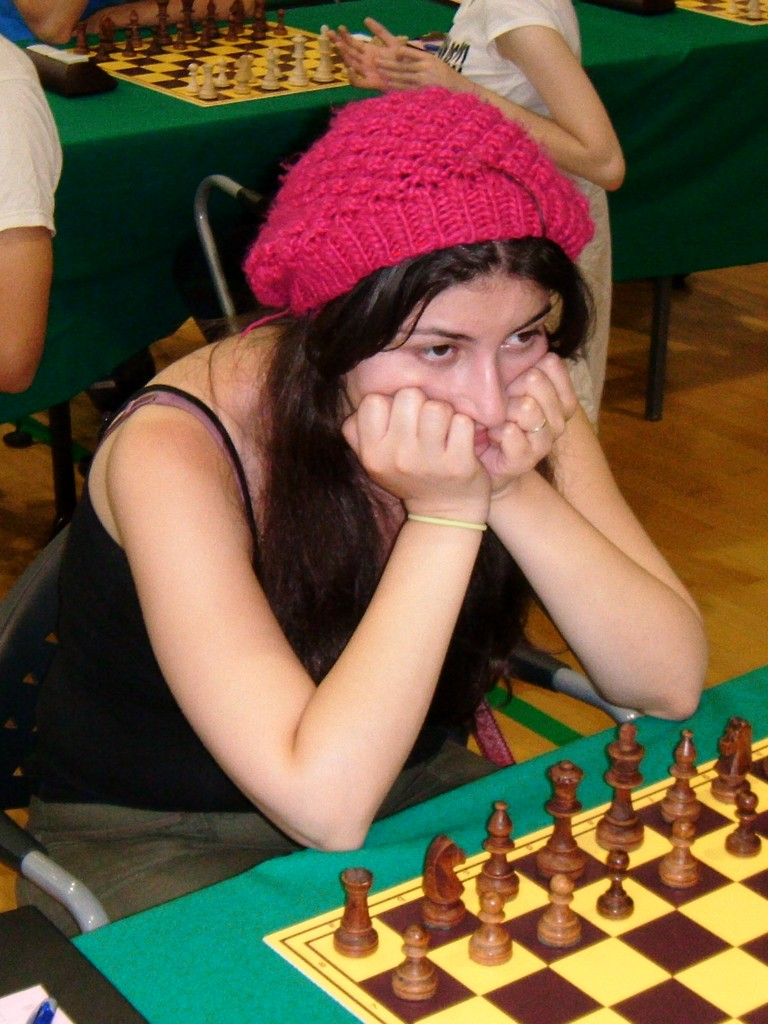
Tatev Abrahamyan in 2011

Tatev Abrahamjan (Armeens: Տաթև Աբրահամյան) (Jerevan, 13 januari 1988) is een Armeens-Amerikaanse schaakster. In 2011 werd haar door de FIDE de titel van Woman Grand Master (WGM) toegekend.
Diverse malen nam ze deel aan het toernooi om het kampioenschap van de Verenigde Staten voor vrouwen. Ook won ze de Goddess Chess Award voor haar compromisloze spel. Ze won tweemaal van voormalig kampioen van de VS, Alexander Shabalov.
In 2001 emigreerde ze van Armenië naar de VS. Momenteel woont ze in Glendale, Californië, VS. Ze studeerde aan de Clark Magnet High School, in La Crescenta-Montrose. In 2011 studeerde ze af aan de California State University - Long Beach, in psychologie en politicologie.

## Individuele resultaten
- Van 23 november t/m 6 december 2004 speelde ze mee in het toernooi om het kampioenschap van de Verenigde Staten en eindigde ze met 4,5 gelijk met Roesoedan Goletiani. Na het winnen van de playoffs werd Goletiani eerste.[3]
- In 2006 won Abrahamjan het Pan-Amerikaanse schaakkampioenschap in de categorie meisjes tot 18 jaar, in Cuenca.[4]
- In 2010 werd ze gedeeld tweede, met Anna Zatonski, bij het Amerikaanse schaakkampioenschap voor vrouwen, dat werd gewonnen door Irina Krush.
- Ook in 2011 werd ze tweede bij het Amerikaanse schaakkampioenschap voor vrouwen, na een remise tegen Zatonski in een "Armageddon" rapidschaak-partij (Zatonski speelde met zwart, en won daardoor de titel).

## Nationale teams
Abrahamjan speelde van 2008 t/m 2014 met het team van de Verenigde Staten in de Schaakolympiades voor vrouwen.
Ook in 2022 maakte ze deel uit van het Amerikaans vrouwenteam bij de 44e Schaakolympiade in 2022; het team eindigde als vierde.

## Externe koppelingen
- (en)   Informatie over schaakpartijen van Tatev Abrahamjan op ChessGames.com
- (en)   Informatie over schaakpartijen van Tatev Abrahamjan op 365chess.com
- (en)  FIDE-ratinggegevens voor Tatev Abrahamjan